# Obwód Łowiecki Dhorpatan
Obwód Łowiecki Dhorpatan (ang. Dhorpatan Hunting Reserve) – jedyny rezerwat łowiecki w Nepalu.